# アーチャー・ダニエルズ・ミッドランド
アーチャー・ダニエルズ・ミッドランド (Archer Daniels Midland,NYSE: ADM) は、アメリカ合衆国の穀物メジャー。特に食用油の原料となる大豆や綿花、トウモロコシなどに強みを持つ。

## 概要
1902年に、ミネソタ州ミネアポリスで、ジョージ・A・アーチャー（George A. Archer）とジョン・W・ダニエルズ（John W. Daniels）が、亜麻仁（亜麻の種子）粉砕事業を開始し、創業。
1923年に、「アーチャー・ダニエルズ・亜麻仁社」（Archer-Daniels Linseed Company）は「ミッドランド亜麻仁製品社」（Midland Linseed Products Company）を買収し「アーチャー・ダニエルズミッドランド社」（Archer Daniels Midland Company）を形成した。
現在はイリノイ州中部のディケーターに本社を置いている。
創業以来10年ごとに、ADMは、製粉、加工、専門の食品素材、ココア、栄養など、少なくとも1つ以上の主要収益源を追加していった。
製品には、大豆油、綿実油、ヒマワリ油、キャノーラ油、ピーナッツ油、亜麻仁油、ジアシルグリセロール（DAG）油だけでなく、トウモロコシ胚芽、コーングルテン飼料ペレット、シロップ、でんぷん、グルコース、ブドウ糖、結晶ブドウ糖、高果糖コーンシロップ甘味料、ココアリカー、ココアパウダー、ココアバター、チョコレート、エタノール、小麦粉、等々が含まれる。最終用途は、人や家畜の消費用、および、バイオエタノールやバイオディーゼルなどの添加燃料。
長い間、食品や食材の会社として知られていたが、近年は燃料生産に投資。バイオエタノール生産のため、パーム油生産量1位のインドネシア共和国へ進出を決定した。
2022年、非動物性の乳製品の開発と商品化に向けて、代替乳開発のスタートアップNew Cultureと戦略的パートナーシップを提携。